# Brooklyn Douthwright
Brooklyn Douthwright (* 20. Mai 2003 in Moncton, New Brunswick) ist eine kanadische Schwimmerin. Bei Panamerikanischen Spielen gewann sie zweimal Gold, einmal Silber und zweimal Bronze.

## Sportliche Karriere
Brooklyn Douthwright schwimmt für den Club de Natation Bleu et Or in Moncton. Sie studiert seit 2021 an der University of Tennessee und startet auch für deren Sportmannschaft.
Bei den Juniorenweltmeisterschaften 2019 gewann sie mit der kanadischen 4-mal-200-Meter-Freistilstaffel und mit der 4-mal-100-Meter-Lagenstaffel Bronze. Eine weitere Bronzemedaille erhielt sie für ihren Vorlaufeinsatz in der 4-mal-100-Meter-Mixed-Lagenstaffel.
2023 konnte sich Douthwright erstmals für eine große Meisterschaft qualifizieren. Bei den Weltmeisterschaften in Fukuoka belegte die 4-mal-200-Meter-Freistilstaffel mit Mary-Sophie Harvey, Summer McIntosh, Emma O’Croinin und Brooklyn Douthwright den fünften Platz mit fünfeinhalb Sekunden Rückstand auf die Medaillenränge. Drei Monate später nahm Douthwright an den Panamerikanischen Spielen in Santiago de Chile teil. Bei ihrem einzigen Einzelstart wurde sie Zwölfte über 100 Meter Rücken. Sie gewann Gold mit der 4-mal-100-Meter-Freistilstaffel sowie Bronze mit der 4-mal-200-Meter-Freistilstaffel. Außerdem erhielt sie für Vorlaufeinsätze Gold mit der 4-mal-100-Meter-Lagenstaffel, Silber mit der 4-mal-100-Meter-Mixed-Lagenstaffel sowie Bronze mit der 4-mal-100-Meter-Mixed-Freistilstaffel.
Im Juli 2024 bei den Olympischen Spielen in Paris schwamm die 4-mal-100-Meter-Freistilstaffel mit Penny Oleksiak, Mary-Sophie Harvey, Brooklyn Douthwright und Taylor Ruck die sechstschnellste Vorlaufzeit. Im Finale waren Margaret Mac Neil, Taylor Ruck, Summer McIntosh und Penny Oleksiak zwei Sekunden schneller als die Vorlaufstaffel und belegten den vierten Platz mit zweieinhalb Sekunden Rückstand auf die drittplatzierten Chinesinnen.